# المعهد البرازيلي للبيئة والموارد الطبيعية المتجددة
المعهد البرازيلي للبيئة والموارد الطبيعية المتجددة (بالبرتغالية: Instituto Brasileiro do Meio Ambiente e dos Recursos Naturais Renováveis، وتعرف اختصارًا: IBAMA) هي الذراع الإداري لوزارة البيئة البرازيلية. يدعم إباما مكافحة إزالة الغابات في منطقة الأمازون، وتنفذ قوانين ضد إزالة الغابات حيث تتوقف الحكومة عن تنفيذها. تعمل إباما على حماية الغابة من الحطابين، والزراعة ورعي المزارع الزراعية وأي شيء قد يهدد منطقة الأمازون.

## ببغاء سبيكس
من بين أنشطة الموارد البيئية والطبيعية المتنوعة لـ إباما، فهي تدير مجموعة العمل لاستعادة الببغاء سبيكس ومشروع أرارينها أزول المرتبط به للحفاظ على أحد أندر الطيور في العالم. ومع ذلك اختفى آخر الببغاء سبيكس الذي يعيش في البرية في عام 2000 وثم انقرضت الأنواع المماثلة في البرية.

## الضعف
منذ رئاسة جايير بولسونارو شهدت غابة الأمازون زيادة بنسبة 278٪ في معدل إزالة الغابات، وهذا يترجم لهذا العام حتى يوليو إلى حوالي 870 ميلًا مربعًا من الغابات المطيرة (البيانات مأخوذة من المعهد الوطني البرازيلي لأبحاث الفضاء)، جزء من إزالة الغابات كان مدفوعًا بإحراق متعمد، وردًا على هذا الخبر قالت إباما أنها اضطرت إلى وقف العمليات في نوفو بروجرسو لأنها لم تعد تتمتع بالدعم الكامل من الشرطة والحرس الوطني.